# Sordarial
Sordariales és un ordre de fongs dins la classe Sordariomycetes (també coneguda com a Pyrenomycetes).
La majoria dels Sordariales són sapròfits, es troben comunament en la femta o matèria vegetal en descomposició.

## Famílies
Segons Huhndorf et al. (2004):
- Chaetomiaceae
- Lasiosphaeriaceae
- Sordariaceae